# Tramlijn 16 (Haaglanden)
Tramlijn 16 van HTM is een tramlijn in de regio Haaglanden, in de Nederlandse provincie Zuid-Holland.

## Route en dienstregeling
De lijn verbindt in stadsdeel Centrum het NS-station Centraal via het NS-station Hollands Spoor, via het stadsdeel Laak, langs het NS-station Moerwijk, via de Haagse wijken Moerwijk, Morgenstond en Wateringse Veld met Wateringen.
Tramlijn 16 rijdt op werkdagen overdag iedere 15 minuten, tijdens de spitsuren iedere 12 minuten en op zaterdag overdag iedere 13 minuten. 's Avonds tot 21.00 uur, zaterdagochtend na 9.00 uur en zondag is de frequentie lager, met een minimum van eens per 15 minuten. 's Avonds na 21.00 uur en de vroege weekendochtend is de frequentie nog lager met 20 minuten.

## Geschiedenis

### Tramplan 1927
- Het lijnnummer 16 was gereserveerd voor een lijn die gepland was op het traject Pioenweg – Laan van Meerdervoort – Azaleastraat – Goudenregenstraat – Nieboerweg – Westduinweg – Jurriaan Kokstraat – Gevers Deynootweg – Zwolsestraat. Deze lijn is nooit ingesteld. Bij het Goudenregenplein en in de Nieboerweg werden wel delen aangelegd, die nog lang bleven liggen.[1]

### 1959-1983
- 1 april 1959: Lijn 16 werd ingesteld op het traject Loevesteinlaan/Cannenburglaan – Nieuwe Haven. Het traject werd overgenomen van lijn 4/4A die op dezelfde dag was opgeheven. Lijn 16 was de korttrajectdienst van tramlijn 17. lijn 17 reed door naar Station Laan van Nieuw Oost-Indië.
- 31 oktober 1965: Lijn 16 kreeg een zelfstandiger functie en de frequentie werd verdubbeld nadat de zusterlijn 17 op dezelfde dag was opgeheven.
- 22 mei 1966: Het eindpunt van lijn 16 werd verlegd van de Nieuwe Haven naar de Turfmarkt.
- 18 december 1971: Omdat de HTM kampte met een tijdelijk tekort aan trambestuurders werd lijn 16 tijdelijk vervangen door de op dezelfde dag ingestelde buslijn 16 geëxploiteerd met van het GVB gehuurde bussen. De lijn reed dezelfde route als de tram maar op de Erasmusweg werd op de hoofdrijbaan gereden.
- 2 april 1972: Buslijn 16 verdween en tramlijn 16 werd weer ingesteld omdat er nu weer voldoende trambestuurders waren.
- 2 oktober 1983: Lijn 16 werd opgeheven. Het traject werd overgenomen door lijn 12, die daardoor de route Duindorp-Transvaal-station HS-Rijswijkse Plein-station Centraal-Korte Voorhout-centrum-Spui-Rijswijkse Plein-Laakweg/Laakkade-Laakkwartier-Moerwijk ging rijden. In en uitrukkende trams via de Hofwijckstraat voerden wel nog lange tijd nummer 16, en die ritten waren toegankelijk voor reizigers.[2]

### 1996-heden
- 13 juli 1996: De tweede lijn 16 werd ingesteld op het traject Loevesteinlaan/Cannenburglaan – Centraal Station. Het traject werd terug genomen van lijn 12. De lijnen 12 en 16 gingen rijden als een gekoppelde lijn, waarbij bij het Centraal Station het lijnnummer van de tram veranderde.
- 14 december 2003: De koppeling met lijn 12 werd beëindigd. In plaats daarvan kwam een soortgelijke koppeling met lijn 15.
- In december 2006 zouden lijn 16 en 15 fuseren tot lijn 5, maar dat ging toch niet door.[3]
- 30 september 2007: Het eindpunt Loevesteinlaan/Cannenburglaan werd verlegd naar de Dorpskade (Wateringen). Het trajectgedeelte over de Laan van Wateringse Veld werd overgenomen van lijn 17.
- 6 januari 2013: Lijn 16 reed een omleiding in beide richtingen. Dit vanwege werkzaamheden op de Bosbrug en in de Rijnstraat op het Centraal Station. Lijn 16 reed na halte Station Hollands Spoor via de halten Bierkade, Kalvermarkt-Stadhuis, Centraal Station/Schedeldoekshaven, Weteringplein en het Rijswijkseplein. Daarna reed lijn 16 naar Station Hollands Spoor en reed weer de normale route richting Wateringen. Tevens waren de lijnen 15 en 16 vanwege een lus door de stad ontkoppeld.
- 23 december 2013: Lijn 16 reed richting Centraal Station weer zijn normale route. Na Centraal Station reed lijn 16 via Kalvermarkt-Stadhuis en Bierkade terug richting Wateringen. De lijnen 15 en 16 werden ontkoppeld door toekomstige routewijzigingen en werkzaamheden.
- 28 april 2014: Lijn 16 reed tot 26 mei 2014 een omleiding in beide richtingen. Dit vanwege werkzaamheden op het Stationsplein en in de tramtunnel bij Station HS. Lijn 16 reed tussen de halte Rijswijkseplein en Goudriaankade de route van lijn 15 over de Rijswijkseweg waar een tijdelijke halte is voor Station HS ter hoogte van de Waldorpstraat. Na de halte Goudriaankade ging lijn 16 rechtsaf de Laakkade in en vervolgde dan de huidige route richting Wateringen.
- 20 april 2015: Lijn 16 reed tot 4 juli 2015 een omleiding in beide richtingen. Dit vanwege werkzaamheden op het Spui, op de Spuibrug en op het Zieken. Lijn 16 reed na Station HS via het Rijswijkseplein, Weteringplein, Centraal Station/Schedeldoekshaven, Kalvermarkt-Stadhuis, Centrum, Buitenhof, Korte Voorhout, Centraal Station, Weteringplein, Rijswijkseplein en Station HS en vervolgens verder naar Wateringen.
- 4 juli 2015: Lijn 16 reed, naast de omleiding bij het Spui, tot 3 april 2017 een omleiding in beide richtingen. Dit vanwege werkzaamheden op het Tournooiveld. Lijn 16 reed na Centraal Station/Schedeldoekshaven via Kalvermarkt-Stadhuis weer terug naar Wateringen.
- 2 mei 2016: De route van lijn 16 werd verlengd vanaf CS/Schedeldoekshaven naar het Statenkwartier en nam de route over van lijn 17.[4]
- 3 april 2017: De route van lijn 16 werd verlegd. Vanuit het Statenkwartier reed lijn 16 na halte Gravenstraat via de halten Buitenhof, Korte Voorhout, Centraal Station, Kalvermarkt-Stadhuis en Bierkade naar Station Hollands Spoor en verder naar Wateringen. Ook werd de halte CS/Schedelhoekshaven opgeheven voor lijn 16. Tevens werd de keerdriehoek bij het Lange Voorhout opgeheven.[5]
- 1 juli 2017: Lijn 16 reed tot 29 januari 2018 een omleiding in beide richtingen vanwege een herinrichting op het Stationsplein bij Station HS. Lijn 16 reed vanuit Statenkwartier na het centrum via HS/Waldorpstraat en Goudriaankade naar Oudemansstraat en vervolgens verder naar Wateringen. Oorspronkelijk duurde de omleiding tot 17 december 2017, maar door onverwachte, extra werkzaamheden aan de bovenleidingsmasten en de funderingen op het tramviaduct werd de einddatum uitgesteld tot 29 januari 2018. Tevens werd de haltenaam Remmersteinstraat gewijzigd naar Betje Wolffstraat voor lijn 16.
- 14 oktober 2017: Lijn 16 reed tot 26 februari 2018 een omleiding in beide richtingen vanwege spoorwerkzaamheden in de Torenstraat, Riviervismarkt en Dagelijkse Groenmarkt. Lijn 16 reed vanuit het Statenkwartier zijn gebruikelijke route tot het Statenplein, en vandaar via de Eisenhowerlaan naar de Scheveningseweg en via de route van tram 1 naar halte Buitenhof; vervolgens via de gebruikelijke route naar het eindpunt Wateringen. Bus 76 reed tijdelijk op de trajecten waar lijn 16 niet reed.
- 9 januari 2022: De halten Frankenslag, Alberdingk Thijmstraat en Geysterenweg werden definitief opgeheven door de toekomstige aanpassing voor de nieuwe trams en de aankomende werkzaamheden.
- 28 februari 2022: De werkzaamheden voor de aanpassing voor de nieuwe trams zijn gestart en werd er eerst gewerkt op het traject tussen Loevesteinlaan en Van Zeggelenlaan. Dit betekende dat lijn 16 tot en met 3 april 2022 een omleiding reed via lijn 9 tussen Loevesteinlaan en Station Hollands Spoor. De werkzaamheden zelf duurden tot en met 17 april 2022.
- 11 april 2022: De volgende fase voor de aanpassing van de nieuwe trams is ingegaan en werd er gewerkt op de trajecten tussen het Kerkplein (Gravenstraat) en Waldeck Pyrmontkade en tussen Obrechtstraat en Statenplein. Tot 20 juni 2022 reed lijn 16 een omleiding via lijn 1 tussen Buitenhof en Statenplein. De werkzaamheden zelf duurden tot april 2023.
- 20 juni 2022: Lijn 16 reed vanuit Wateringen tot Station Den Haag Centraal en reed daarna verder als lijn 15 naar Nootdorp. Dit geldt hetzelfde voor de andere richting. Na zes jaar nam lijn 17 de route tussen het Statenkwartier en Station Den Haag Centraal weer van lijn 16 over, maar werd door uitgelopen werkzaamheden op de Gravenstraat uitgesteld tot 9 juli 2022.[6] Daarnaast werden de GTL-trams op lijn 16 vervangen door de toegankelijke Avenio-trams.
- 6 februari 2023: Lijn 16 werd richting Wateringen omgeleid omdat deze niet kon doorrijden als lijn 15 wegens groot onderhoud aan de Hoornbrug. Dit duurde van 6 februari tot en met 19 maart 2023. Deze lijn ging vanaf Centraal Station via de halten Korte Voorhout, Buitenhof en Centrum omrijden om vervolgens via de route naar Wateringen te rijden.

## Toekomst
Lijn 16 is een van de mogelijke kandidaten om de Avenio-trams vervangen te worden voor de nieuwe stadstram Haagse TINA. Dat is afhankelijk met de koppeling van lijn 15, die ook tot een van de kandidaten behoort om met de nieuwe stadstrams te gaan rijden. Dit zal pas naar verwachting na 2026 gebeuren. In 2022 werden de toenmalige GTL-trams vervangen voor de Avenio-trams. Het was de bedoeling dat lijn 16 ook met de nieuwe stadstrams zal gaan rijden, alleen deze plannen behoren nu tot de mogelijkheden.

## Foto's

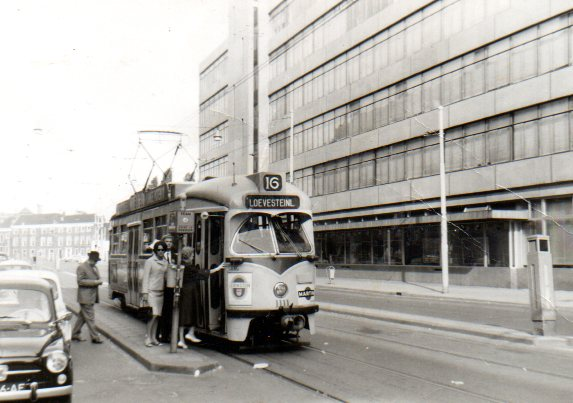
PCC-car 1111 aan de halte Kalvermarkt in 1965.
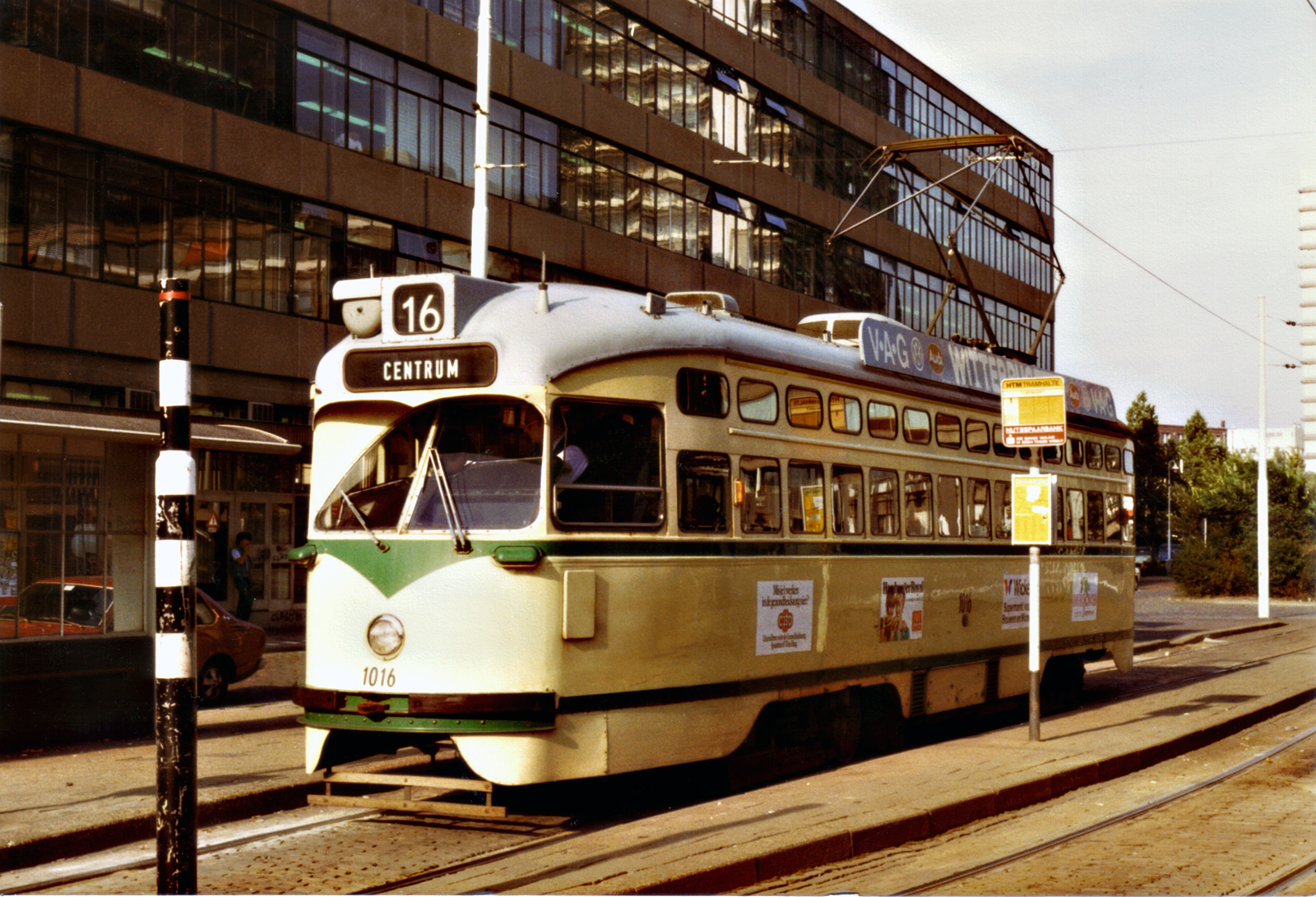
PCC-car 1016 van lijn 16 op de Turfmarkt, ongeveer 1981.
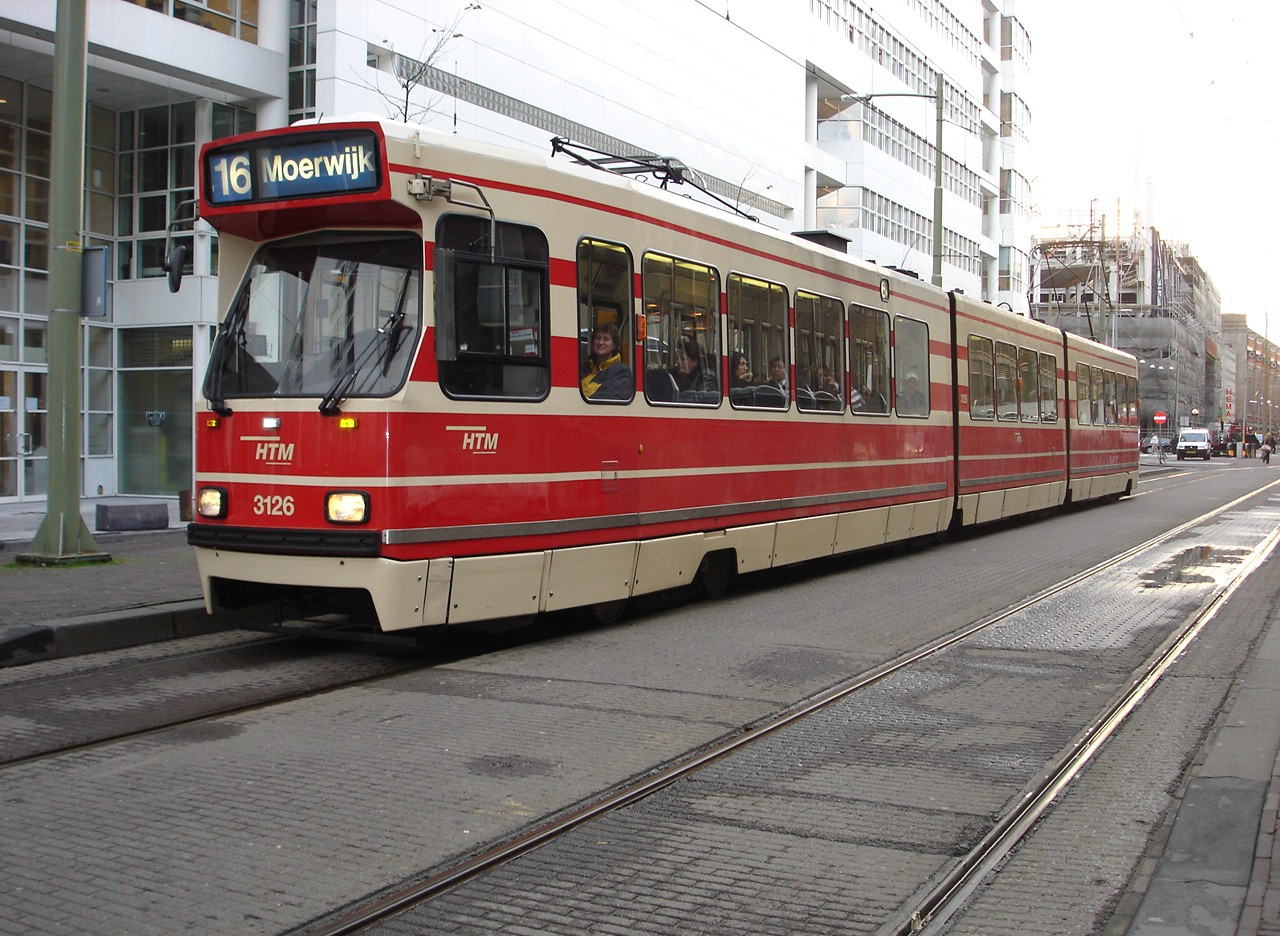
GTL 2de serie (3101-3147), lijn 16, Kalvermarkt, 15 november 2006.
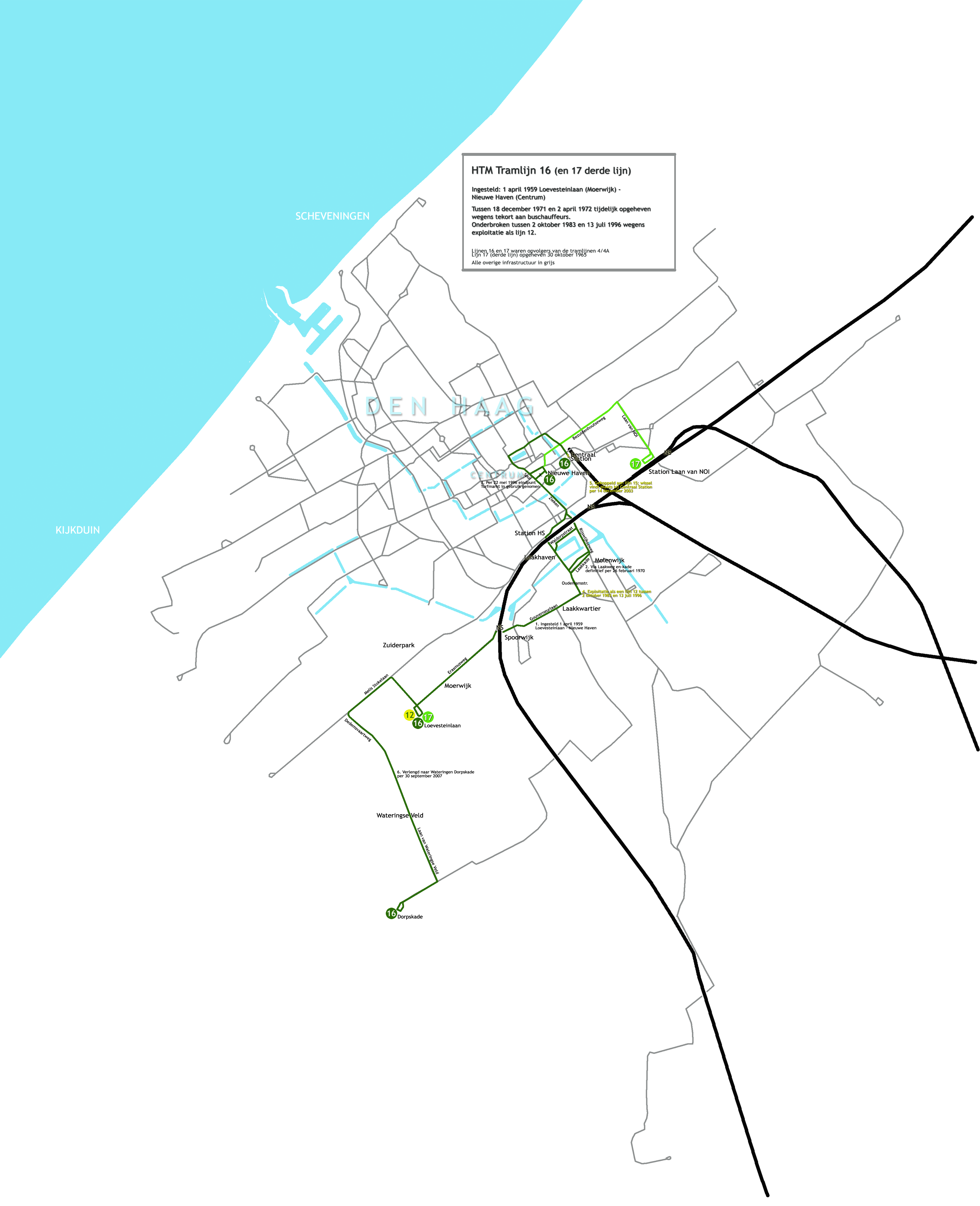
Route van lijn 16 - tot 2011 - door de jaren heen.
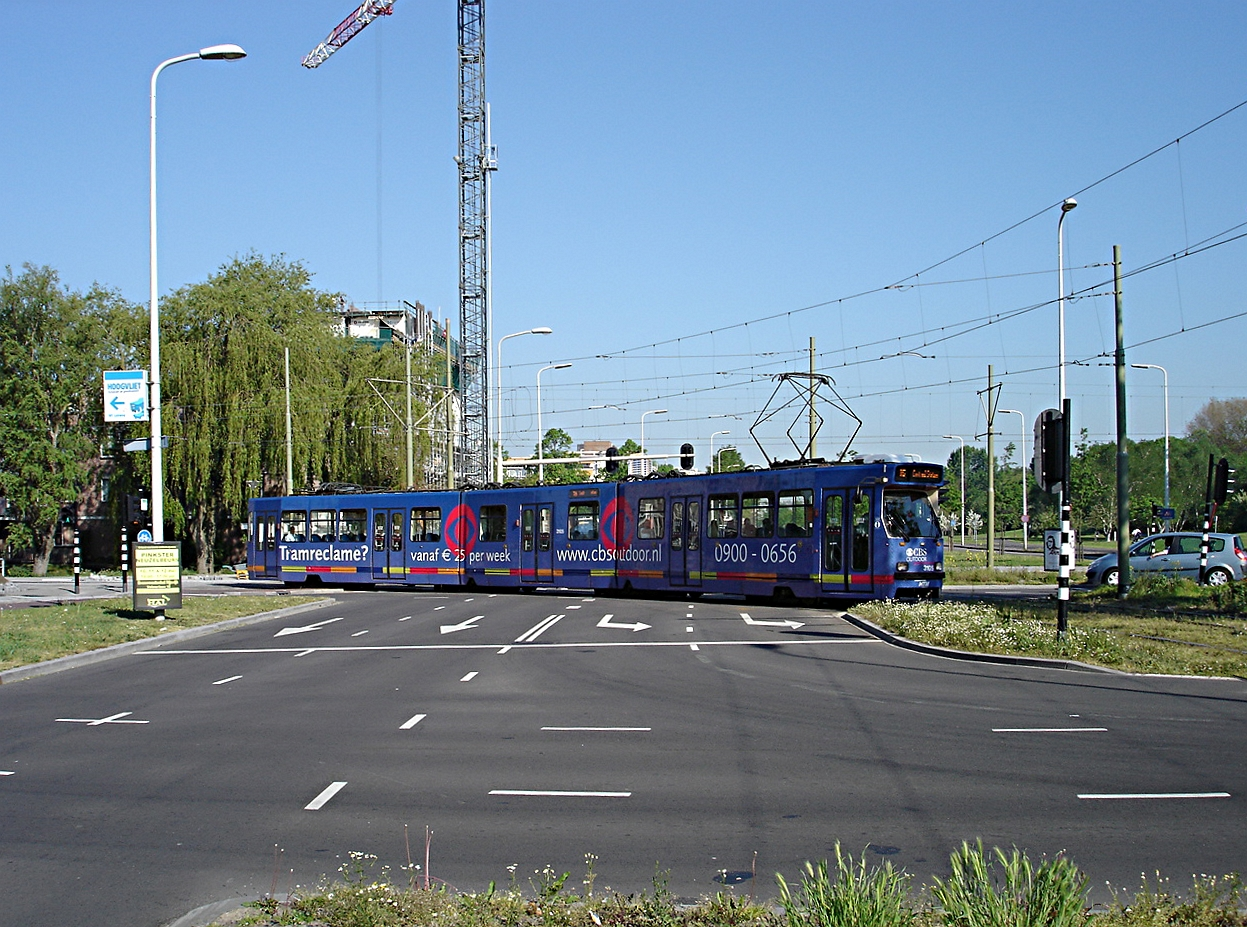
GTL 3105 neemt de bocht van de Melis Stokelaan naar de Loevesteinlaan op het in 2007 verlengde traject naar Wateringse Veld.
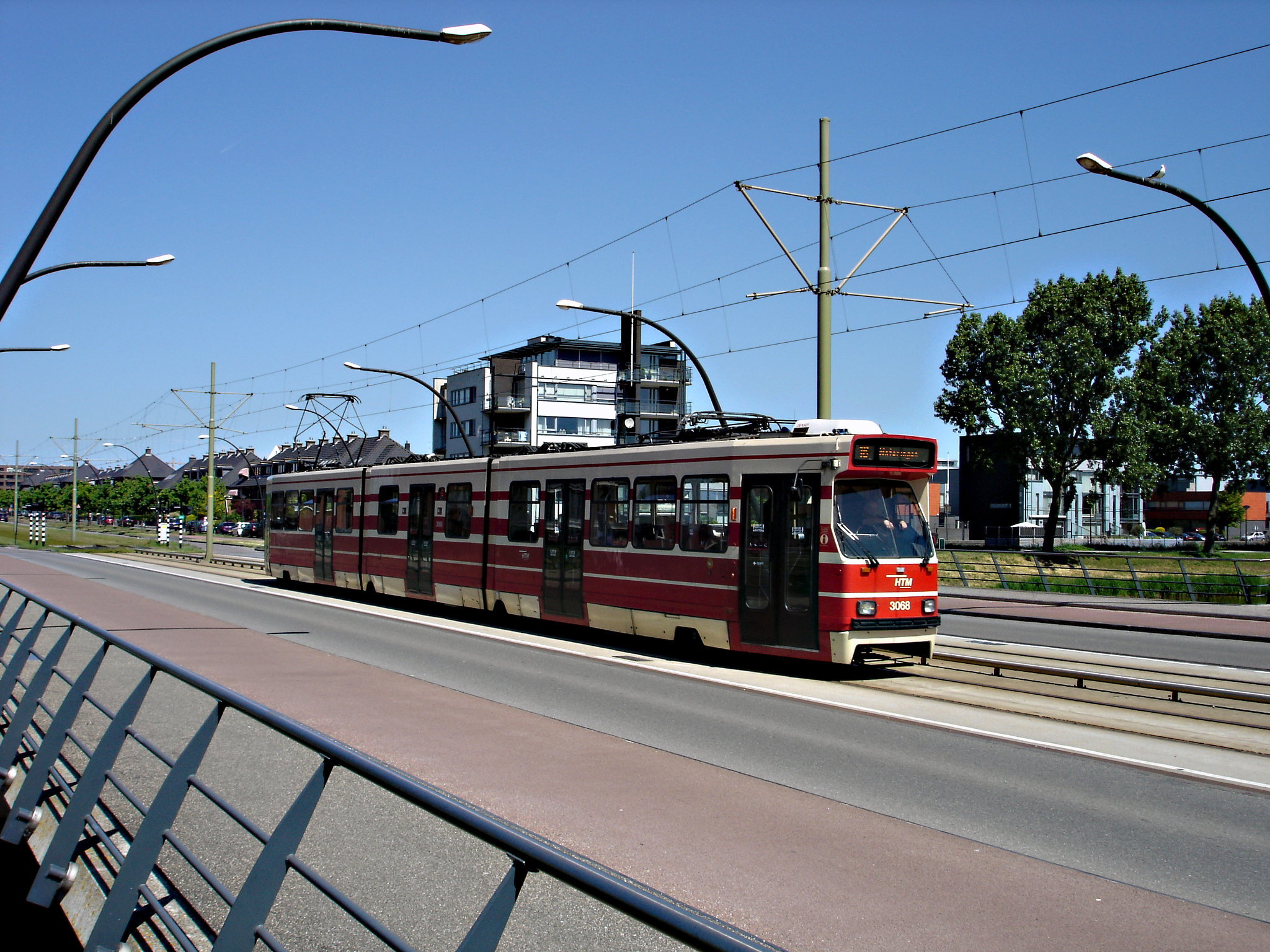
GTL onderweg naar eindpunt Esselanden. Den Haag, Wateringse Veld met zicht op de Bovendijk.
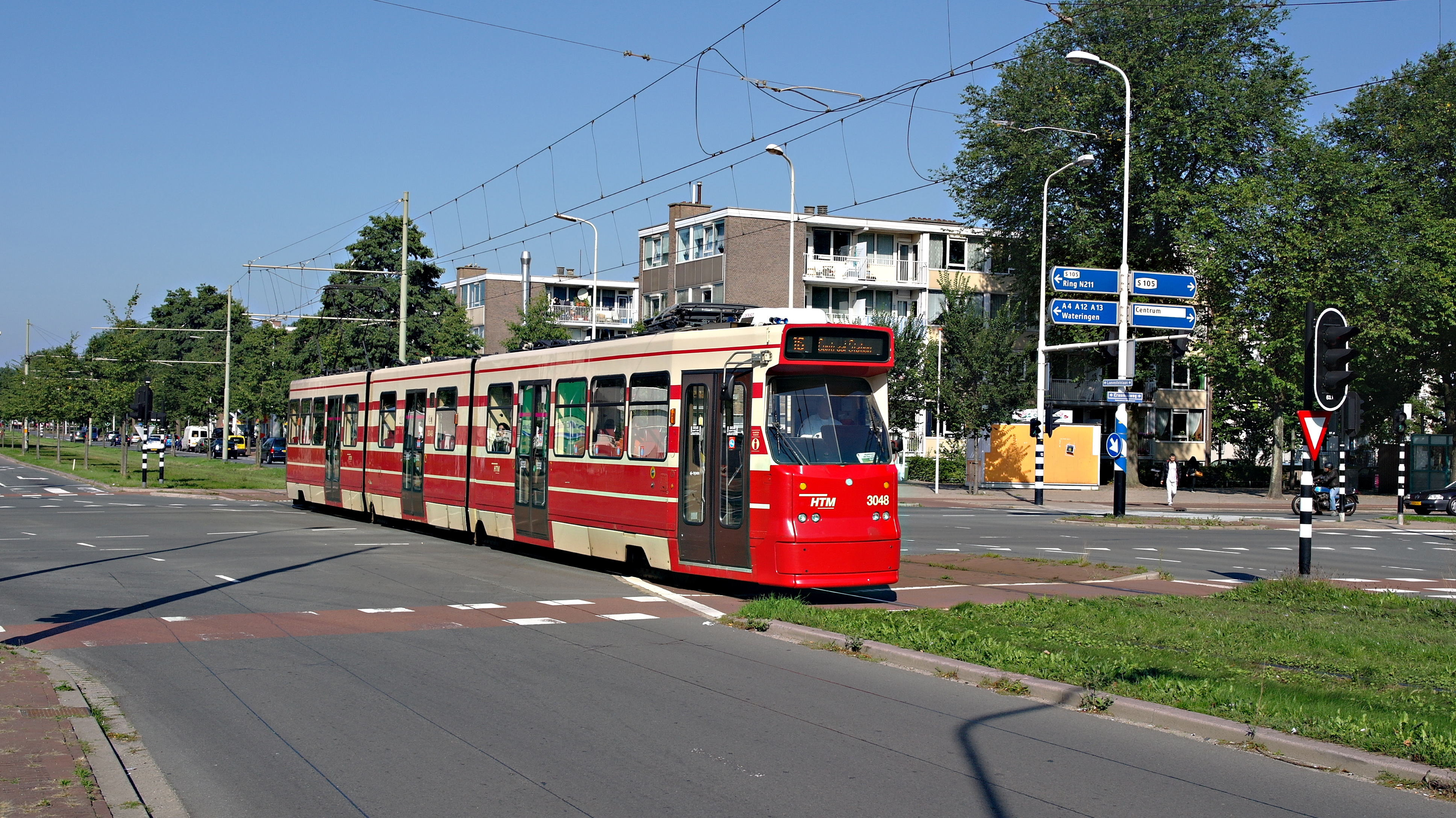
GTL 3048 kruist op 27 september 2013 de Erasmusweg, rijdend op de Loevesteinlaan.